# Thomas Blanchet

Kleobis och Biton från cirka 1650.

Thomas Blanchet, född 1614 i Paris, död 21 juni 1689 i Lyon, var en fransk konstnär.
Blanchet utbildade sig i Italien och verkade sedan som dekoratör och målare i Lyon, där han särskilt i rådhuset utförde stora plafondbilder med mera.
Han är representerad vid Nationalmuseum, bland annat med oljemålningen Kleobis och Biton från cirka 1650.